# 孔尚坦
孔尚坦（1573年1月13日—1598年10月13日），字安之，号原宇，明朝山东承宣布政使司兖州府曲阜县（今山东省曲阜市）人，孔子六十四代孙，衍聖公孔聞韶之孙，衍聖公孔胤植之父。
隆庆六年十二月初十日（1573年1月13日）辰时生，翰林院五经博士孔贞宁的儿子，生母王氏。孔尚坦为太学生。万历二十六年九月十四日（1598年10月13日）亥时去世，年二十六岁。葬祖墓西北。因其子孔胤植袭封衍圣公，貤封太子太保、衍圣公。夫人吴氏，生于隆庆五年八月初四日（1571年8月23日）卯时生，卒于万历四十六年四月初八日（1618年5月2日）寅时去世，并赠衍圣公夫人。独子孔胤植。